# Cimitirul evreiesc din Besançon

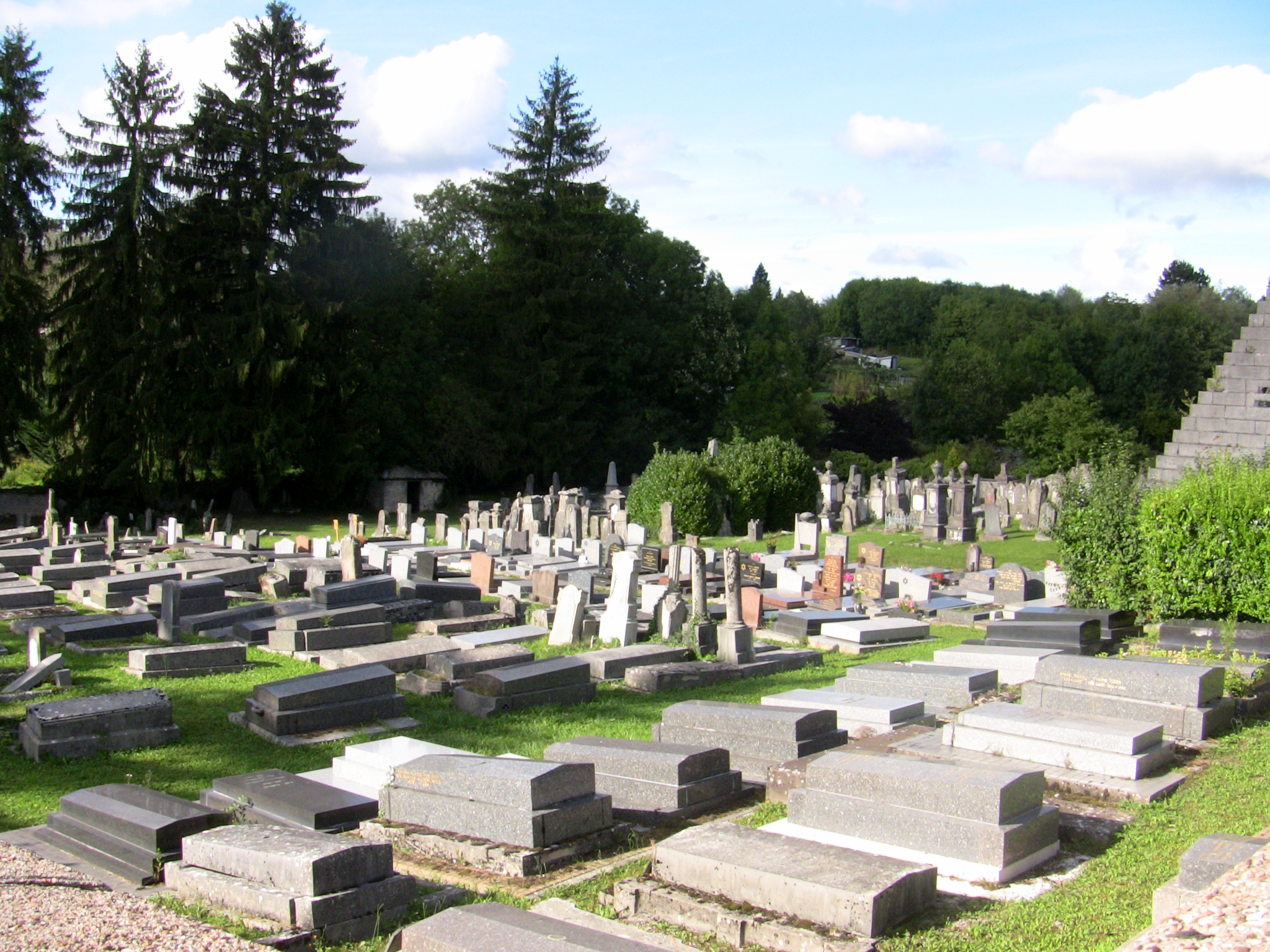
Cimitirul evreiesc din Besançon

Cimitirul evreiesc din Besançon  este un cimitir israelit din Besançon (Franța), al evreilor așkenazi și sefarzi, inaugurat în 1796 .